# Čara
Čara – wieś w Chorwacji, w żupanii dubrownicko-neretwiańskiej, w mieście Korčula. W 2011 roku liczyła 616 mieszkańców.